# Awrey Island
Awrey Island – niezamieszkana wyspa w Zatoce Hudsona, w regionie Qikiqtaaluk, na terytorium Nunavut, w Kanadzie. Sąsiaduje z Wyspą Mansela.